# Susan Bandecchi
Susan Bandecchi (* 1. Juli 1998) ist eine Schweizer Tennisspielerin.

## Karriere
Bandecchi begann mit fünf Jahren das Tennisspielen und ihr bevorzugter Spielbelag ist der Hartplatz. Sie spielt hauptsächlich bei Turnieren der ITF Women’s World Tennis Tour, auf der sie bisher sieben Turniersiege im Einzel und zwei im Doppel erreichte. Ihr erstes Profiturnier spielte sie im April 2013.
Im Juli 2021 gewann Bandecchi gemeinsam mit Simona Waltert ihren ersten WTA-Titel in Lausanne.

## Turniersiege

### Einzel
| Nr. | Datum             | Turnier      | Kategorie   | Belag             | Finalgegnerin       | Ergebnis       |
| --- | ----------------- | ------------ | ----------- | ----------------- | ------------------- | -------------- |
| 1.  | 3. September 2017 | Sion         | ITF $15.000 | Sand              | Kristina Milenkovic | 6:2, 6:3       |
| 2.  | 16. Juni 2019     | Akko         | ITF W25     | Hartplatz         | Julia Glushko       | 6:4, 6:2       |
| 3.  | 1. November 2020  | Lousada      | ITF W15     | Hartplatz (Halle) | Arianne Hartono     | 7:66, 2:6, 6:2 |
| 4.  | 27. November 2021 | St. Ulrich   | ITF W25     | Hartplatz (Halle) | Karman Kaur Thandi  | 6:4, 6:4       |
| 5.  | 6. Oktober 2024   | Baza         | ITF W35     | Hartplatz         | Ariana Geerlings    | 6:3, 6:3       |
| 6.  | 3. November 2024  | Loughborough | ITF W35     | Hartplatz (Halle) | Ranah Akua Stoiber  | 6:4, 3:6, 6:1  |
| 7.  | 10. November 2024 | Ismaning     | ITF W75     | Teppich (Halle)   | Darija Snihur       | 6:78, 6:2, 7:5 |

### Doppel
| Nr. | Datum            | Turnier  | Kategorie   | Belag             | Partnerin      | Finalgegnerin                             | Ergebnis          |
| --- | ---------------- | -------- | ----------- | ----------------- | -------------- | ----------------------------------------- | ----------------- |
| 1.  | 25. August 2017  | Casiano  | ITF $15.000 | Sand              | Lisa Sabino    | Chiara Giaquinta Maria Aurelia Scotti     | 6:1, 6:2          |
| 2.  | 31. Oktober 2020 | Lousada  | ITF W15     | Hartplatz (Halle) | Lara Salden    | Claudia Giovine Angelica Moratelli        | 6:4, 6:3          |
| 3.  | 18. Juli 2021    | Lausanne | WTA 250     | Sand              | Simona Waltert | Ulrikke Eikeri Valentini Grammatikopoulou | 6:3, 6:73, [10:5] |

## Weltranglistenpositionen am Saisonende
| Jahr   | 2016 | 2017 | 2018 | 2019 | 2020 | 2021 | 2022 | 2023 | 2024 |
| ------ | ---- | ---- | ---- | ---- | ---- | ---- | ---- | ---- | ---- |
| Einzel | 1065 | 696  | 498  | 301  | 288  | 194  | 242  | 346  | 218  |
| Doppel | —    | 1080 | 1279 | 527  | 526  | 176  | 496  | —    | 1115 |